# Miriam Shor
Miriam Shor (Minneapolis, 25 luglio 1971) è un'attrice statunitense.
Ottenne fama per la sua performance nel musical rock Hedwig and the Angry Inch e nel film del 2001 tratto dal musical, Hedwig - La diva con qualcosa in più.

## Biografia

### Infanzia
Shor è nata a Minneapolis, in Minnesota. Si definisce "mezza ebrea ma non davvero religiosa" (suo padre è ebreo). Parla Inglese, Yiddish e Italiano. I suoi genitori divorziarono quando lei aveva 7 anni, così Shor iniziò a vivere in parte a Torino, con la madre, e in parte a Detroit, con il padre. Ha poi frequentato l'Università del Michigan, dove si è laureata in teatro.

### Carriera

#### Anni 2010
Nel 2014, Shor ha ottenuto il ruolo di Dina Trout nella serie Younger, prodotta da Darren Star e con protagonista Sutton Foster. La serie è stata trasmessa a partire dal 31 marzo 2015.

### Vita privata
Shor è sposata con Justin Hagan. La coppia ha due figli.

## Filmografia

### Attrice

#### Cinema
- Flushed, regia di Carrie Ansell (1997)
- Entropy - Disordine d'amore (Entropy), regia di Phil Joanou (1999)
- Snow Days, regia di Adam Marcus (1999)
- Indiavolato (Bedazzled), regia di Harold Ramis (2000)
- Hedwig - La diva con qualcosa in più (Hedwig and the Angry Inch), regia di John Cameron Mitchell (2001)
- Second Born, regia di Jevon Roush (2003)
- Lbs., regia di Matthew Bonifacio (2004)
- Pizza, regia di Mark Christopher (2005)
- Shortbus - Dove tutto è permesso (Shortbus), regia di John Cameron Mitchell (2006)
- The Cake Eaters - Le vie dell'amore (The Cake Eaters), regia di Mary Stuart Masterson (2007)
- That's What She Said, regia di Carrie Preston (2012)
- Ruth & Alex - L'amore cerca casa (5 Flights Up), regia di Richard Loncraine (2014)
- Due poliziotti a Parigi (Puerto Ricans in Paris), regia di Ian Edelman (2015)
- Lost Girls, regia di Liz Garbus (2020)
- Before/During/After, regia di Stephen Kunken e Jack Lewars (2020)
- The Midnight Sky, regia di George Clooney (2020)
- Guardiani della Galassia Vol. 3 (Guardians of the Galaxy Vol. 3), regia di James Gunn (2023)
- Maestro, regia di Bradley Cooper (2023)

#### Televisione
- Becker - serie TV, episodio 2x16 (2000)
- Then Came You – serie TV, 10 episodi (2000)
- Deadline – serie TV, episodi 1x11 (2001)
- Inside Schwartz – serie TV, 13 episodi (2001-2002)
- The Dan Show, regia di John Pasquin – film TV (2003)
- A casa con i tuoi (Married to the Kellys) – serie TV, episodi 1x16 (2004)
- West Wing - Tutti gli uomini del Presidente (The West Wing) – serie TV, episodi 6x13 (2005)
- My Name Is Earl – serie TV, episodi 1x23 (2006)
- Big Day – serie TV, 13 episodi (2006-2007)
- Law & Order: Criminal Intent – serie TV, episodi 6x16 (2007)
- Swingtown – serie TV, 13 episodi (2008)
- Puppy Love – serie TV, episodi 1x7 (2008)
- Bored to Death - Investigatore per noia (Bored to Death) – serie TV, episodi 1x7 (2009)
- Damages – serie TV, 5 episodi (2007-2010)
- Mildred Pierce – miniserie TV, episodi 1x1-1x2-1x5 (2011)
- Amiche nemiche (GCB) – serie TV, 10 episodi (2012)
- The Mysteries of Laura – serie TV, episodi 1x1 (2014)
- The Good Wife – serie TV, 7 episodi (2012-2015)
- Jessica Jones – serie TV, episodi 1x8 (2015)
- Elementary – serie TV, episodi 4x18 (2016)
- Royal Pains – serie TV, episodi 4x10-8x7 (2012-2016)
- Broad City – serie TV, episodi 4x3 (2017)
- High Maintenance – serie TV, episodi 1x2-2x7 (2016-2018)
- The Americans – serie TV, 6 episodi (2018)
- Younger – serie TV, 74 episodi (2015-2021)
- Mrs. America – miniserie TV, puntata 4 (2020)
- And Just Like That... – serie TV, episodio 2x07 (2023)

### Doppiatrice
- BioShock - videogioco (2007)

### Regista
- Younger - serie TV, 2 episodi (2018-2019)

## Teatro
| Anno      | Titolo                            | Ruolo                          |
| --------- | --------------------------------- | ------------------------------ |
| 1998–2000 | Hedwig and the Angry Inch         | Yitzak                         |
| 2002      | Book of Days                      | Ruth Hock                      |
| 2002      | Merrily We Roll Along             | Mary                           |
| 2003      | Mondo Drama                       |                                |
| 2004      | Boy                               |                                |
| 2005      | Dedication or The Stuff of Dreams | Ida Head                       |
| 2006      | Almost, Maine                     | Sandrine/Marvalyn/Marci/Rhonda |
| 2007      | Scarcity                          | Gloria                         |
| 2015      | The Wild Party                    | Madelaine True                 |

## Doppiatrici italiane
Nelle versioni in italiano delle opere in cui ha recitato, Miriam Shor è stata doppiata da:
- Alessandra Cassioli in Ruth & Alex - L'amore cerca casa, Younger
- Barbara Castracane ne Indiavolato
- Laura Boccanera in The Good Wife
- Alessandra Korompay in Elementary
- Roberta Greganti in Lost Girls
- Irene Di Valmo in Guardiani della Galassia Vol. 3
- Franca D'Amato in Maestro
- Sabrina Duranti in And Just Like That...

Da doppiatrice è stata sostituita da:
- Cinzia Massironi in Bioshock